# Municipio de Portland (condado de Cerro Gordo)
El municipio de Portland (en inglés: Portland Township) es un municipio ubicado en el condado de Cerro Gordo, en el estado estadounidense de Iowa. En el censo del año 2010 tenía una población de 295 habitantes. Tiene una población estimada, en 2019, de 232 habitantes.

## Geografía
El municipio de Portland se encuentra ubicado en las coordenadas 43°7′22″N 93°4′32″O / 43.12278, -93.07556. Según la Oficina del Censo de los Estados Unidos, el municipio tiene una superficie total de 83.81 km², de la cual 83,74 km² corresponden a tierra firme y (0,09 %) 0,07 km² es agua.

## Demografía
Según el censo de 2010, había 295 personas residiendo en el municipio de Portland. La densidad de población era de 3,52 hab./km². De los 295 habitantes, el municipio de Portland estaba compuesto por el 99,32 % blancos y el 0,68 % eran de una mezcla de razas. Del total de la población el 2,03 % eran hispanos o latinos de cualquier raza.